# Bartłomiej Filip
Bartłomiej Filip (* 26. Juli 1996) ist ein polnischer Biathlet.
Bartłomiej Filip startet für UKN Melafir Czarny Bór. Seine ersten größeren Erfolge hatte er auf nationaler Ebene. So gewann er bei den Polnischen Meisterschaften 2013 in Jakuszyce mit der Staffel seines Vereins zu der auch Patryk Dąbrowski, Mateusz Janik und Mariusz Wtorek gehörten die Vizemeisterschaft. Sein internationales Debüt gab Filip bei den Biathlon-Europameisterschaften 2015 in Otepää. Zunächst wurde er bei den Einzelrennen der Junioren eingesetzt. Im Einzel wurde er 44., im Sprint 24. und im Verfolgungsrennen belegte er Platz 37. Für das Staffelrennen wurde er an die Seite von Krzysztof Pływaczyk, Grzegorz Guzik und Łukasz Szczurek in die Männer-Mannschaft berufen und wurde mit der polnischen Auswahl in der überrundeten Staffel 14. Es folgte die Teilnahme an den Biathlon-Juniorenweltmeisterschaften 2015 in Minsk.